# Hamishim
Hamishim – Fünfzig (Originaltitel: חמישים) ist eine israelische Comedy-Serie. In Deutschland war sie ab Juli 2021 bis Juli 2022 auf arte.tv zu sehen. Leitmotiv der Serie ist die gesellschaftliche Situation einer Frau um die 50 zwischen familiären Verantwortlichkeiten und den eigenen Bedürfnissen.

## Handlung
Zentrum der Handlung ist die alleinerziehende Witwe und Mutter dreier Kinder Alona. Die 49-jährige hat sich zwei Ziele gesetzt, die sie vor ihrem 50. Geburtstag erreichen will. Mit einem Mann Sex haben und das Drehbuch ihrer Serie verkaufen. Das Drehbuch ihrer Serie handelt von einer verwitweten Frau Ende 40, die ihr Leben mit drei Kindern, einem demenzkranken Vater und finanziellen Herausforderungen bewältigt und dabei versucht auch ihre eigenen Bedürfnisse unterzubringen. Dies entspricht so ziemlich Alonas eigenem Leben und ist aber schwer verkäuflich. Ihr anderes Ziel, einfach wieder Sex zu haben, gestaltet sich ebenfalls als nicht unkompliziert und führt sie in absurd komische Situationen z. B. mit einem jungen Tierarzt oder dem Neurologen ihres Vaters. Schließlich darf sie sich im  Familienalltag mit ihren pubertierenden Kindern regelmäßig deren  Anspielungen auf ihr Alter oder die finanzielle Situation der Familie anhören. Dem Chaos ihres Lebens begegnet Alona dabei mit einer abgeklärten, sarkastischen Haltung.

## Besetzung

### Hauptdarsteller
- Ilanit Ben Yaakov als Alona Nahmias
- Hila Abramovitch als Carmel Nahmias
- Yonatan Wachs als Yahli Nahmias
- Alma Brown als Shira Nahmias
- Ofry Prishkolnik als Tamar
- Dudu Elharar als Man

## Produktion
Regie führte Daphna Levin. Das Drehbuch stammt von Yael Hedaya. Produziert wurde die Serie von David Betzer in Israel.

## Rezeption
Laut der Zeit hat die Serie Ähnlichkeit mit der Single-Mom-Serie Better Things. Der Humor sei jedoch leiser und gemeiner. Besonders die Hauptfigur mache die Serie sehenswert.
Die taz vermisst dagegen Höhepunkte und flow. Statt einem Feuerwerk an Gags erwarte einen realistisch-deprimierender Sarkasmus, was aber durch die Dramaturgie der Serie ermüdend wirkt. Der Stoff würde hinter seinem Potential zurückbleiben, womit die Serie eine ähnlich unambitionierte, nüchterne Haltung wie seine Hauptfigur an den Tag legt, was wiederum recht radikal ist. Ausdrücklich gelobt wird die Serie für ihr glaubwürdiges Frauenportrait und ihre Abbildung israelischer Realität.
In weiteren Filmportalen und Blogs wird z. B. die Authentizität der dargestellten Beziehungen positiv rezipiert. Der Humor der Serie besteche durch absurde Komik mit gesellschaftskritischen Biss. Der abgeklärte Gleichmut mit der die Hauptfigur dem Chaos ihres Lebens begegnet mache die Serie sehr unterhaltsam.